# Богомазов, Игорь Владимирович
И́горь «Га́рик» Влади́мирович Богома́зов (род. 31 августа 1975 года, Ленинград) — российский певец, рэп-исполнитель, автор песен, бывший участник группы «Отпетые мошенники».

## Биография
Игорь Богомазов родился 31 августа 1975 года в городе Ленинграде. Его отец был директором завода, мать после распада СССР стала предпринимательницей.

### Детство и юность
С раннего детства увлекался футболом. После окончаний школы поступил на эстрадный факультет Академии культуры Санкт-Петербурга, где проучился два года.

### «Отпетые мошенники»
8 декабря 1996 года Игорь Богомазов вместе с Сергеем Суровенко (он же Аморалов) и Вячеславом Зинуровым (он же Том Хаос-младший) создали группу под названием «Отпетые мошенники». Эта дата была объявлена официальным днём рождения коллектива. Богомазов в группе читал рэп, вместе с другом детства Сергеем Суровенко сочинял тексты, Вячеслав Зинуров, известный под псевдонимом Том Хаос, писал музыку, в основном пел и иногда тоже читал рэп. «Раскрутить» трио помогла мать Богомазова Ольга Ивановна; в 1990-е у неё был свой бизнес, и она имела возможность помочь ребятам.
В 2011 году Богомазов покинул коллектив. Сергей Аморалов и Том Хаос объясняли его уход проблемами с алкоголем. Гарика в группе заменил Андрей Репников (DJ Repa) – автор многих песен трио.
25 августа 2021 года Вячеслав Зинуров (Том Хаос) объявил о прекращении сотрудничества в группе «Отпетые мошенники» с Сергеем Амораловым из-за финансовых разногласий. Позже Богомазов и Том Хаос объединились, вместе они успели дать ряд концертов, указывая на афишах название группы с приставкой «экс-участники». В марте 2022 года Аморалов зарегистрировал на себя название группы, что не позволяло бывшим участникам использовать на своих выступлениях как само название, так и песни группы. В ответ на это Вячеслав и Гарик заявили, что намерены обратиться в суд, так как считают незаконным такое присвоение товарного знака. 10 марта 2022 года Вячеслав Зинуров (Том Хаос) покончил жизнь самоубийством

## Личная жизнь
В 2000 году Богомазов женился на женщине по имени Юлия, у них родилась дочь Варвара. В 2005-м они расстались. В 2013 году Богомазов был объявлен в федеральный розыск как злостный неплательщик алиментов. Спустя несколько лет конфликт удалось решить.
31 октября 2014 выпуск ток-шоу «Мужское / Женское» Первого канала был полностью посвящён отношениям Богомазова со своей первой семьёй.
Вторая супруга Виктория, 1 ноября 2019 года родила сына Георгия. 31 мая 2020 года Богомазов заявил радиостанции «Говорит Москва», что вынужден работать таксистом, так как других возможностей для заработка нет. 10 декабря 2018 года принимал участие в ток-шоу Андрей Малахов. Прямой эфир, где бывшая жена обвинила его в продолжительной неуплате алиментов, назвав «мошенником». Богомазов потребовал проведение теста на отцовство. Через полтора года подал в суд иск о защите чести и достоинства против Россия-1, Андрея Малахова и бывшей жены. Богомазов требовал взыскать миллион рублей в его пользу.
21 декабря 2020 года выпуск ток-шоу «На самом деле» Первого канала был полностью посвящён установлению отцовства Богомазова на дочь Варвару от первой жены Юлии. Повторный ДНК тест подтвердил отцовство.
В конце октября 2024 года стало известно, что артист был госпитализирован с осложнениями после перенесенной пневмонии, после шести дней в стационаре он был выписан с улучшениями. Сам певец последние годы лечится от гипертонии: с августа Игорь жаловался на повышенное давление, на фоне болезни у него развилось поражение кровеносных сосудов глаз и ухудшилось зрение. Врачи прописали диету и умеренные физические нагрузки, запретили курить и находиться рядом с курящими.

## Дискография и премии
Гарик Богомазов — участник записи всех 7 альбомов группы «Отпетые мошенники», вышедших в 1997-2008 годах. Также он является соавтором песен. Кроме того, он принял участие в создании и снялся в 25 клипах группы, вышедших в 1997-2010 годах.
Также в составе группы он получил ряд премий за песни — премии «Золотой граммофон», «Песня года» и «Стопудовый хит».

### Сольные синглы
- 2016 — Встречай Новый Год (официально вышла на площадках в 2022 году)
- 2022 — Если надоело, двигай тело (feat. Том Хаос). Новая версия песни группы «Отпетые мошенники» 1999 года.
- 2023 — «Солнечный день» (новая версия песни «Всяко-разно» группы «Отпетые мошенники»)
- 2023 — «Клубняк» (новая версия песни «Двигай телом» группы «Отпетые мошенники»)
- 2024 — «Настроение Питер»
- 2024 — «Первым»
- 2024 — «Озорной гуляка» (новая версия песни «Гуляка» группы «Отпетые мошенники»)
- 2024 — «Ухожу первым» (feat. Ночное движение)
- 2024 — «Новогодняя»
- 2025 — «Не вернусь» (feat. DCJ Temin)
- 2025 — «Не заразно» (feat. Sasha First) (новая версия песни «Всяко-разно» группы «Отпетые мошенники»)
- 2025 — «Поломка»

## Телепередачи и публикации
В рамках сольной карьеры Гарик Богомазов посетил множество телепередач и публиковался в изданиях.
Так на портале Teleprogramma.pro издания «Комсомольская правда» жизни Гарика Богомазова посвящены свыше десятка публикаций.
10 декабря 2018 года Богомазов посетил программу «Андрей Малахов. Прямой эфир» телеканала «Россия-1».
2 апреля 2019 года о жизни Богомазова выпустил репортаж портал womanhit.ru, входящий в издание «Московский комсомолец».
Гарик Богомазов дважды дал интервью региональному телеканалу «Кубань 24» — 15 мая 2020 года и 7 августа 2020 года.
2 июня 2020 года о жизни музыканта рассказало издание регионального телеканала «78». 28 сентября 2020 года Богомазов посетил передачу этого же канала.
7 июля 2021 года Гарик Богомазов посетил передачу «Дискач 90-х» канала RU.TV.
7 марта 2022 года телегид-портал «Вокруг ТВ» выпустил репортаж о посещении Богомазовым и Томом Хаосом-младшим программы телеканала НТВ «Звёзды сошлись» от 6 марта 2022 года. Богомазов отметил, что «Мы столкнулись с тем, что Сергей Аморалов нам с Томом Хаосом палки в колеса вставляет. Он зарегистрировал непонятным путем патент на название, нам ничего не сказав. Звонит организаторам и говорит, что на наших афишах нельзя размещать надпись “Отпетые мошенники”».
11 марта 2022 года Богомазов дал интервью изданию «Газета.ru», в котором прокомментировал смерть Тома Хаоса-младшего. В этот же день на телеканале «Муз-ТВ» вышло совместное с Томом интервью, ставшее для него последним.
Также 11 марта 2022 года газета «Аргументы и факты» выпустила репортаж о жизни Гарика Богомазова и Сергея Аморалова. Было рассказано о проблемах Богомазова с алкоголем и связанным с этим уходом из группы, о конфликте Богомазова с сестрой на почве жилищной площади. Также было рассказано о единоличной регистрации Амораловым прав на название «Отпетые мошенники» в обход Богомазова и Тома Хаоса-младшего.
20 марта 2022 года Богомазов посетил выпуск передачи «Звёзды сошлись» канала НТВ. Выпуск был посвящён смерти Тома Хаоса-младшего и конфликту основателей «Отпетых мошенников» за права на название. 19 сентября артист снова посетил данную передачу, в выпуске обсуждалась его семейная жизнь.
21 апреля 2022 года на портале «Вокруг ТВ» вышла публикация о продолжении борьбы Богомазова с Сергеем Амораловым за название «Отпетые мошенники».

## Фильмография
- В 2020 году озвучил роль погрузчика в мультфильме «От винта 2»[31], сиквеле мультфильма «От винта 3D» (2012).